# Eparchia mohylowsko-podolska
Eparchia mohylowsko-podolska – jedna z eparchii Ukraińskiego Kościoła Prawosławnego Patriarchatu Moskiewskiego, z siedzibą w Mohylowie Podolskim.

Eparchia mohylowsko-podolska na tle podziału administracyjnego UKP PM

Erygowana 5 stycznia 2013 postanowieniem Świętego Synodu Ukraińskiego Kościoła Prawosławnego Patriarchatu Moskiewskiego, poprzez wydzielenie z części dwóch eparchii: winnickiej i tulczyńskiej. Obejmuje część obwodu winnickiego – rejony: mohylowski, czerniwiecki, jampolski, krzyżopolski, kuryłowiecki, piszczański, szarogrodzki i tomaszpolski.
Pierwszym ordynariuszem eparchii został arcybiskup mohylowsko-podolski i szarogrodzki Agapit (Bewcyk) (od 2015 metropolita).
W skład eparchii wchodzi 8 dekanatów:
- czerniwiecki;
- jampolski;
- krzyżopolski;
- mohylowsko-podolski;
- murowanokuryłowiecki;
- piszczański;
- szarogrodzki;
- tomaszpolski.

Na terenie eparchii działają 3 męskie monastery:
- Monaster Przemienienia Pańskiego w Hałajkowcach;
- Monaster Ścięcia Głowy św. Jana Chrzciciela w Ladowie;
- Monaster św. Mikołaja Cudotwórcy w Szarogrodzie.